# 意大利內政部
意大利內政部（義大利語：Ministero dell'Interno）是意大利的一个政府机构，总部设在罗马。 該部門始於1861年。

## 职责
该部负责維護意大利内部安全和宪法秩序、防範灾害和恐怖主义、救助流离失所者等其他问题，並負責起草所有與护照、身份证、枪支和爆炸物有關的立法提案。